# 林田隆志
林田 隆志（はやしだ たかし、1968年10月7日 - ）は、日本の俳優、モデル、ナレーター、ラジオパーソナリティー。2024年1月、乗馬ライセンス3級取得。

## 人物
本名も林田 隆志。長崎県長崎市出身。
2018年10月から2022年9月まで4年間全209回OA、かわさきFM「林田隆志の“Easy come, Easy go”」で、メインパーソナリティーを務めた。愛称は「cub（カブ）」。

## 来歴
少年期にはカブスカウト、ボーイスカウトに所属。カブスカウトに所属していたことから、小学校の担任に「カブ」と呼ばれ、「cub（カブ）」の愛称で呼ばれるようになった。
高校時代は、長崎出身のロックバンド、横道坊主のボーヤを務めていた。高校時代まで長崎で過ごし、長崎県立長崎西高等学校卒業後、進学のため、18歳で上京。高校1年から25歳までバンドのボーカルを担当。
23歳から不動産会社、保険会社の営業等を経て、脱サラして2013年3月3日より44歳から独学でツテも何もないところから俳優活動を開始。

## 出演

### 映画
- 日々ロック（2014年）入江悠監督 - ライブハウスの常連客 役[3]
- ヒメアノ〜ル（2016年）吉田恵輔監督 - 喫茶店の客 役
- オーバー・フェンス（2016年）山下敦弘監督 - 中年男・広田 役[4][5]
- アズミ・ハルコは行方不明（2016年）松居大悟監督 - 結婚式の二次会招待客 役
- びっぐすり～（2018年）湯淺士監督 - パンイチ芸人・福島明 役[6]
- 三十路女はロマンチックな夢を見るか？（2018年）山岸謙太郎監督 - 劇中劇・撃たれる男
- 親鳥よ、静かに鳴け（2018年）三浦克巳監督 - 探偵・松本大輔 役[7]
- 魔法少年☆ワイルドバージン（2019年）宇賀那健一監督 - 主人公の母親の主治医 役[8][9][10]
- カム・アンド・ゴー（2020年）リム・カーワイ（Lim Kah Wai・李家威）監督 - 地面師 役[11]
- JOINT（2020年）小島央大監督 - 今村一寿 役[12]
- ムカチノカチカ（2020年）渡部亮平監督 - レポーター 役[13]
- 脳天パラダイス（2020年）山本政志監督 - パーティー客 役
- 愛ちゃん物語♡（2020年）大野キャンディス真奈監督 - 聖子の父・巌 役
- ちょっと思い出しただけ（2021年）松居大悟監督 - ホームレス 役
- 天間荘の三姉妹（2022年、東映）北村龍平監督 - 救命救急医 役
- Love Will Tear Us Apart（2023年）宇賀那健一監督 - 寿司屋のカウンターの客 役
- 白鍵と黒鍵の間に（2023年）冨永昌敬監督 - ジャズクラブの常連客 役
- OUT（2023年）品川ヒロシ監督 - 下原雅弘 役（「爆羅漢」ゲバラ三兄弟の父）
- 素直になれない（2024年）須田浩太監督 - 福富克義 役　※日本大学芸術学部 卒業制作 短編
- ディア・ファミリー（2024年）月川翔監督 - 声の出演
- ここでクイズ！（2024年）野呂田寧々監督 - 教授 役　※早稲田大学公認映画サークルCINEMAX SIDEVERG制作 短編
- ラストマイル（2024年）塚原あゆ子監督
- 夏目アラタの結婚（2024年）堤幸彦監督
- 夢に生きる（2025年）石田祐規監督 - ライブハウス店長 瀧田 役[14]
- でっちあげ〜殺人教師と呼ばれた男（2025年）三池崇史監督

### ドラマ
- 経世済民の男～髙橋是清（2015年／NHK）演出：田中健二 - 農商務省役人 役[15]
- しんがり～山一證券 最後の聖戦～（2015年／wowow）演出：若松節朗 他 - 山一證券社員 役
- SANDBAG MAN（2015年／dtv）演出：志真健太郎 - 謎のホームレス 役[16]
- 野武士のグルメ 第5話（2017年／Netflix）演出：藤井道人 - ロケバスの運転手 役
- 100万円の女たち 第12話（2017年／Netflix・テレビ東京）演出：藤井道人 - 養護施設長 役[17]
- 異世界居酒屋「のぶ」（2020年／wowow）演出：品川ヒロシ - レギュラー常連客 役
- 管理官キング（2022年／テレビ朝日）演出：上堀内佳寿也 - 弁護士 役
- 就活タイムカプセル（2022年／TBSほか）演出：武藤淳 - ゴールドマークス社重役 役
- ANIMALS‐アニマルズ‐ 第2話（2022年／ABEMA SPECIAL）演出：原桂之介 - モデル 役
- 異世界居酒屋「のぶ」 Season 3 〜皇帝とオイリアの王女編  episode7（2023年／wowow）演出：品川ヒロシ - 常連客 役

### テレビ
- 中居正広の金曜日のスマイルたちへ （TBS）2021年1月29日OA  人力舎SP おぎやはぎ・小木博明エピソード　医師役
- 中居正広の金曜日のスマイルたちへ （TBS）2022年5月20日OA  SMA芸人SP 日本一の漫才師・錦鯉の大逆転ストーリー　北海道テレビ 戸島龍太郎プロデューサー役
- ザ!世界仰天ニュース （日本テレビ）2021年7月6日OA　「逃げまくった人たち2時間SP！」
- ザ!世界仰天ニュース （日本テレビ）2022年2月8日OA　「仰天チェンジ」

### CM
- キャノン PIXUS×Cclip「動くスマフォトプリント! 年賀状【ダンス篇】」（2015年）[18]
- クロレッツ／Clorets スッキリ総研「スッキリ学会研究報告会議」（2015年）
- スマホアプリ SNOW／「新入社員がビビった理由は？」（2016年）[19]
- セブンイレブン「2016年夏・お中元」（2016年）
- 日本郵便「年賀状/伝説の音楽プロデューサー篇」（2016年）[20]
- 日本郵便「ONE PIECE 年賀状メーカー/念願叶う篇」（2016年））[21]
- トイロジック「位置情報RGP 八百万クエスト」（2018年）[22]
- ファミリーマート TVCM「おむすび100円セール告知・アンセム篇」（2018年）[23]
- 森永製菓「ハイチュウドウゾ！ムービー・家族篇」演出：渡部亮平（2020年）[24]
- 佐川急便 TVCM「SAGAWAの想い篇」（2020年）[25]
- 佐川急便 TVCM「SAGAWAならお応えできます篇」（2020年）[26]
- 東京ガス TVCM「がんばれ私たち篇」（2020年）
- ソニー・ミュージックエンタテインメント 「SixTONES ファーストアルバム 告知CM〝シックストーンズじゃない〟」（2020年）
- 日本コカ・コーラ ファンタプレミア TVCM「はたらく大人のスッキリブレイク」篇（2021年）
- UCC上島珈琲 職人の珈琲「神の手を持つ男」篇（2021年）
- 明星食品 麺神 TVCM「袋から麺です」篇　ナレーション（2021年）
- ロート製薬 デ・オウ TVCM（2021年）
- 日本生命 Play, Support.「応援のチカラ」篇 TVCM（2021年）
- 伊藤園 お～いお茶 「茶畑エクスプレス」篇　父親役（2021年）
- ハウスウェルネスフーズ 1日分のビタミン TVCM 「福原遥登場」篇　上司役（2021年）
- 花王 ニベア ニベアメン「モーニング10」誕生篇 TVCM　重役役（2021年）
- 独立行政法人 医薬品医療機器総合機構（PMDA） 医薬品副作用被害救済制度  TVCM（2022年）
- 東海光学 脳が選んだ理想の見え心地　遠近両用レンズ「ニューロセレクト」 TVCM（2022年）
- アサヒ GINON（ジノン）TVCM（2024年）
- DMM.com「DMM TV」（2024年）
- アシックス「あなたがカラダを動かす目的は？」（2024年）

### ミュージックビデオ
- コブクロ「奇跡」（2015年）
- Nicky Jam（ニッキー・ジャム）「Nicky Jam hace Karaoke de "El Amante" en Japón」（2018年）[27]
- Red Eye & OVER KILL (FUJI TRILL & KNUX)「THUG LIFE」（2020年）
- ASKA「PRIDE」（2021年）
- 般若「うまくいく」（2021年）[28]
- chilldspot 「yours」（2022年）
- D.O × Red Eye 「悪党の詩 REMIX」（2022年）
- ばんばんざい 「TikTokメドレー第二弾」（2023年）
- 世が世なら!!! 「ウオー！サオー！」（2023年）

### WEB・配信
- お家で透析 メインムービー「父親が10年透析に通っている家族のおはなし」（2021年）主人公
- サントリー タイムツリー×ザ・プレミアム・モルツ　スペシャルムービー『ごほうび時間はじめました』(2021年）
- アンファー スカルプD ヘアカラーシリーズ【白髪染まる、ボリューム感変わる。】／ヘアカラーコンディショナー【白髪でお悩みの方へ】
- 短編映画〝純猥談〟『私もただの女の子なんだ』（2021年）
- SHINBIYO（新美容出版）『リアルサロンワーク／KINOSHITA GAIEN EAST STREET・木下裕章』（2022年）
- 税理士法人チェスター「相続税専門税理士のお仕事紹介ドラマ『十人十色の相続税申告』」（2022年）小暮良太 役

### 雑誌
- 「SHINBIYO」2022年2月号（新美容出版）モデル　＜『KINOSHITA GAIEN EAST STREET』木下裕章＞

### ラジオ
- かわさきFM　林田隆志の“Easy come, Easy go”[29]